# 查氏矛吻海龍
查氏矛吻海龍（学名：Doryrhamphus chapmani），为輻鰭魚綱棘背魚目海龍魚科的其中一種，分布於西南太平洋區的新喀里多尼亞海域，棲息深度可達3公尺，體長可達8.5公分，棲息在珊瑚礁區，卵胎生。